# Львівський обласний театр ляльок
Льві́вський академічний обласни́й теа́тр ляльо́к — обласний театр ляльок, розташований у середмісті Львова за адресою пл. Данила Галицького, буд. 1.

## Історія
Будівлю, у якій він міститься, було споруджено у 1913—1919 роках як Палату ремісників — у її стилістиці відбились риси ренесансного зодчества (аркада на рівні першого поверху, аттик з волютами). Автор проекту — польський архітектор Ян Протшке, скульптури коваля і муляра на фасаді приписуються Янові Щепковському, дрібне пластичне оздоблення ймовірно виконане Михайлом Маковичем.
Свою роботу Львівський театр ляльок розпочав 8 квітня 1945 року прем'єрним показом вистави Антоніни Мацкевич «Гусеня». Тоді театр діяв при львівському Будинку народної творчості. Вже за рік, 15 квітня 1946 року Львівський театр ляльок офіційно відкрився як окрема інституція прем'єрою вистави «Івасик-Телесик», поставленою Антоніною Мацкевич за казкою Івана Франка.
Наприкінці 1947 року Львівський театр ляльок, завдяки зусиллям Антоніни Мацкевич, отримав приміщення у будинку Ремісничої палати на площі Данила Галицького, в якому театр знаходиться і дотепер.
Емблемою театру (до 2018) було зображення персонажа української народної казки Івасика-Телесика.
За знайденою легендою засновниця театру А. Мацкевич перед виставами робила інтермедію з двома ляльками, які відкривали вистави: король Данило та хлопчик Левчик (маленький син короля). Емблемою театру був саме цей хлопчик Левчик, котрий зображався на фоні щита з трьома вежами (що символізувало український герб — тризуб) і в часи, коли до театру навідувались працівники КДБ, А. Мацкевич змушена була забирати з логотипу центральну вежу, а для широкого загалу маленького королевича приховали під Івасиком Телесиком.
У театрі збереглась лялька короля Данила, але ляльку Левчика, на превеликий жаль, знайти не вдалось. У 2017 році (ще до віднайдення легенди про логотип) керівництво театру здійснило ребрендинг театру. Змін зазнав і логотип. Нині символіка логотипу — це актор і лялька як одне ціле, разом вони творять простір театру.
У різні роки акторами працювали: О. Бродоцька, Г. Бродоцький, Ю. Коляда, І. Милимук. Нині у складі трупи: Х. Гаврилюк, Л. Грядова, С. Кабанова, О. Кочергін, В. Курилко, С. Курилко, В. Павлюк. Установу очолювали: директор — Л. Зільберґ, С. Стешенко (також головний художник); головний режисер — А. Н. Мацкевич, М. Шурупов; головні художники — І. І. Карпинець, М. В. Кипріян, П. Миронов, В. Руденко; завідувач музичної частини — В. Полянський, Я. Синиця (1991—2017; у 1977—1990 — директор). Нині директорка–художня керівниця — Уляна Мороз (від 2017 року); головна режисерка — Яна Титаренко (від 2021); головна художниця — Інесса Кульчицька (від 1996).

## Діяльність
Чинний репертуар театру репрезентований як постановками для дітей, так і для дорослих. Загалом театром протягом творчого життя здійснено постановки понад 200 спектаклів.
Серед дитячих постановок питому вагу займають вистави за народними і літературними, як українськими, так і світовими, казками: «Коза-дереза», «Пан Коцький», «Фарбований лис» (за І. Франком), «Снігова королева» (Г.-К. Андерсен), «Ріккі-тіккі-таві» (Р. Кіплінг) тощо.
Вистави Львівського обласного театру ляльок для дорослих: «Ніч перед Різдвом» М. Гоголя, «Мадемуазель Нітуш» Г. Мельяка та А. Мілло, «Ловіть мить успіху» К. Рижова, «Засвітнє танго» Ю. Винничука, «Шмата. Одного вечора у бомбосховищі» А. Бондаренка.
Театр активно гастролює, бере участь у регіональних, всеукраїнських та міжнародних заходах і фестивалях, як в Україні, так і за кордоном.
З березня 2017 року театр активно працює над своїм новим обличчям та новими напрямками роботи — розвиваючі вистави для дітей, дорослий репертуар, освітні проєкти, міждисциплінарні події. 5-го листопада того ж року в театрі вперше показали ековиставу «Знайдена Лялька» режисерки Ірини Ципіної. Це вистава про нашу планету і те, як кожен з нас може щодня піклуватись про неї маленькими кроками. Постановка стала першою в новому напрямі діяльності Львівського театру ляльок — в циклі під назвою «Розумна дитина». Сюди увійшли вистави та супровідні програми до них, які розкриватимуть пізнавальні та важливі теми у форматі, що легко сприйматимуть навіть найменші глядачі.
Каденція директорки театру Уляни Мороз пов'язана із модернізацією та переосмисленням функції театру ляльок, визначенням цільової аудиторії глядачів, формування стратегії театру, пошук та створення театрального продукту для вікової групи від 3-ох до 103-ох.

## Репертуар
- 1945, 8 квітня — «Гусеня»; реж. Антоніна Мацкевич
- 1946, 15 квітня — «Івасик-Телесик» за казкою Івана Франка; реж. Антоніна Мацкевич

…
- 2017, 5 травня — «Золоторогий олень» за казкою Дмитра Павличка; реж. Сергій Брижань
- 2017, 5 листопада — «Знайдена лялька» Марти Гурин; реж. Ірина Ципіна
- 2018, березень — «Таємниця Лісовичка» Сергія Ковальова; реж. Володимир Підцерковний
- 2019, 31 серпня — «Шапочка. Червона» Руслана Неупокоєва за мотивами казки «Червона шапочка» Шарля Перро; реж. Руслан Неупокоєв
- 2020, 22 жовтня — «Як нотки пісеньку складали» Ірини Гарець; реж. Михайло Урицький
- 2020, 26 грудня — «Веселі ангелята» бейбі-вистава Уляни Мороз за однойменною книжкою Марічки Крижанівської; реж. Уляна Мороз
- 2021, 7 жовтня — «Засвітнє танго» за романом «Танґо смерті» Юрія Винничука; реж. Уляна Мороз та Яна Титаренко[8][9]
- 2022, 20 березня — «Сонячне небо» за методикою литовського театру «Дансема»; реж. Ірина Запольська
- 2022, 1 липня — «Шмата. Одного вечора у бомбосховищі» Андрія Бондаренка на основі акторських імпровізацій; реж. Яна Титаренко
- 2022, 1 вересня — «Про Лицаря Прищака та Принцесу Гарнюню» Марти Гусньовської (Польща); реж. Марцин Мажець (Польща)